# Dismorphia amphione
Dismorphia amphione är en fjärilsart som först beskrevs av Pieter Cramer 1779.  Dismorphia amphione ingår i släktet Dismorphia och familjen vitfjärilar. Inga underarter finns listade i Catalogue of Life.

## Bildgalleri

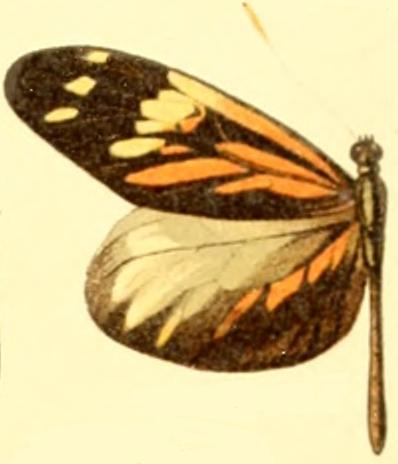
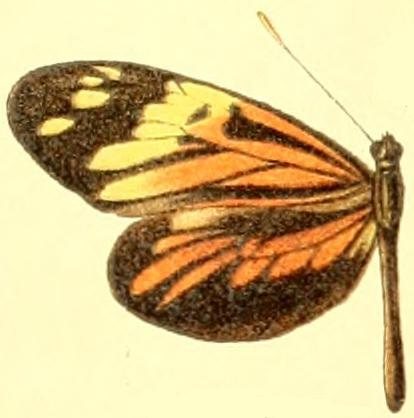
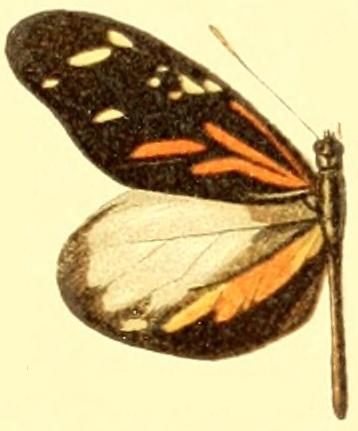
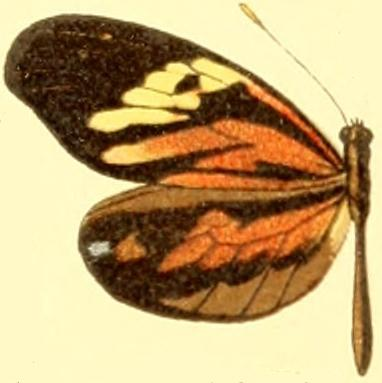
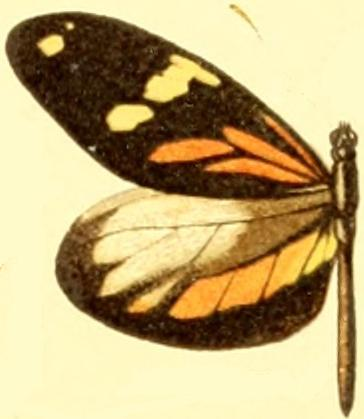
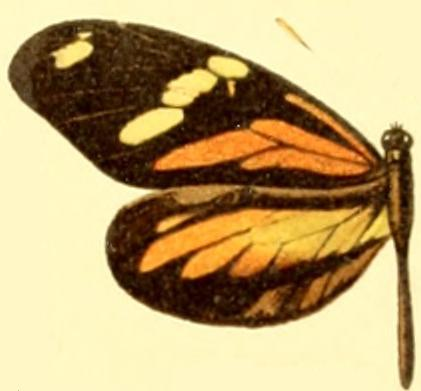